# 엘레나와 남자들
엘레나와 남자들(Elena et les hommes, Elena and Her Men)은 프랑스에서 제작된 장 르누아르 감독의 1956년 코미디, 드라마, 멜로/로맨스 영화이다. 잉그리드 버그만 등이 주연으로 출연하였다.

## 출연

### 주연
- 잉그리드 버그만
- 장 마라이

### 조연
- 멜 페러
- 진 리처드
- 줄리엣 그레코
- 도라 돌
- 알베르 레미
- 진 클라우디오
- 멀코 엘리스